# Торткудук (рудник)
Торткудук (рудник) – гірничодобувне підприємство на півдні Казахстану, яке здійснює видобуток урану. 
Родовище Моінкум простягнулось у меридіональному напрямку на сім десятків кілометрів та ділиться на кілька ділянок. Відкрита в 1976-му ділянка №2 (Торткудук) у підсумку дісталась спільному підприємству «КАТКО», засновниками якого виступили французька корпорація AREVA (51%) та казахський державний концерн «Казатомпром» (49%). 
Розробка Торткудук почалась в 2007-му та ведеться з використанням методу підземного вилуговування. Отриманий з рудників (окрім Торткудук «КАТКО» також належить рудник Південний Моінкум) товарний десорбат проходить переробку на створеному «КАТКО» збагачувальному майданчику, який продукує закис-окис урану.
Проектна потужність рудника становить 2000 тон урану на рік, при цьому на кінець 2020-го фактично було видобуто 28 тисяч тон. Станом на кінець 2021 року ресурси Торткудук оцінювались у 47,6 тисяч тон урану, а розробку планувалось вести щонайменше до 2035 року.